# Raycowny Rhythm & Blues
Raycowny Rhythm & Blues – trzeci album studyjny zespołu Gang Olsena wydany w 2000 roku.

## Lista utworów
Opracowano na podstawie materiału źródłowego:
1. "Bad Boys" – 3:53
2. "Gang Olsena" - 2:20
3. "Jak Tu Nie Wypić" - 3:22
4. "Power Man" - 3:30
5. "Trasa" - 3:22
6. "Zaufać Bogu" - 5:52
7. "Kilka Chwil" - 3:05
8. "Białe Myszy, Dzikie Koty" - 3:05
9. "Blues o..." - 2:26
10. "Rokendrol" - 3:30
11. "Ostatnie Dni" - 3:30
12. "Stary I Towary" - 3:30
13. "Marsz Gwardii Ludowej" - 2:23
14. "Kołysanka O Nowym Jorku" - 2:44
15. "Martwe Neony Mojego Miasta" - 4:07
16. "Mój Honky Tonk Blues" - 4:25
17. "Jedziemy Autostopem" - 3:08

## Twórcy
- Andrzej "Papa-Gonzo" Gąszczyk – wokal
- Bogdan "Bob Sim" Simiński – gitara elektryczna
- Jacek Kafka – instrumenty klawiszowe
- Jakub Moroń – puzon
- Janusz Frychel – gitara basowa
- Krzysztof Bas – trąbka
- Michał "Kresi" Kresimon – saksofon
- Przemek Smaczny – perkusja